# Luigi Berlinguer

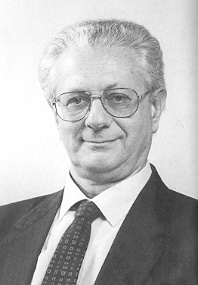
Luigi Berlinguer (1994)

Luigi Berlinguer (* 25. Juli 1932 in Sassari, Sardinien; † 1. November 2023 in Siena) war ein italienischer Rechtshistoriker und Politiker (PCI, (P)DS, PD). Er war von 1985 bis 1994 Rektor der Universität Siena und von 1996 bis 2000 italienischer Bildungsminister. Von der Europawahl 2009 bis 2014 war er Mitglied des Europäischen Parlaments in der Fraktion der Progressiven Allianz der Sozialdemokraten (S&D).

## Karriereanfang bis 1968

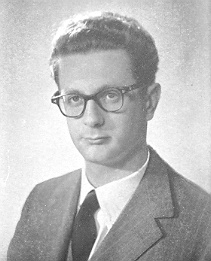
Luigi Berlinguer (um 1963)

Luigi Berlinguer war ein Cousin von Enrico Berlinguer, der von 1972 bis 1984 Generalsekretär der Kommunistischen Partei Italiens war und wesentlich die Strömung des Eurokommunismus prägte.
Nach einem Studium der Rechtswissenschaft, das er 1955 mit Bestnote beendete, war Berlinguer ab 1959 als wissenschaftlicher Mitarbeiter an der Universität Sassari tätig und forschte unter anderem über Domenico Alberto Azuni und die Geschichte des See- und Handelsrechts. Zugleich engagierte er sich schon während seines Studiums politisch. Ab 1952 war er Vorsitzender der Federazione Giovanile Comunista Italiana, der Jugendorganisation der Kommunistischen Partei Italiens (PCI); 1956 wurde er in das sardinische Provinzialparlament, 1963 in das italienische Parlament (Camera dei deputati) gewählt. Hier war er unter anderem im Ausschuss für Verfassungsfragen tätig, wo er sich vor allem für eine Schul- und Universitätsreform einsetzte.

## Wissenschaftliche Laufbahn 1968 bis 1993
1968 schied Berlinguer aus dem Parlament aus, um eine Professur für die Auslegung der italienischen Rechtsquellen an der Universität Sassari zu übernehmen. Von 1969 bis 1970 war er an der Universität Siena, kehrte dann aber nach Sassari zurück, wo er einen Lehrstuhl übernahm. 1972 wurde er Dekan der Juristischen Fakultät, wo er sich für die Einführung eines neuen Studiengangs in Politikwissenschaft einsetzte.
1973 nahm Berlinguer erneut einen Ruf nach Siena an, wo er den Lehrstuhl für die Auslegung der italienischen Rechtsquellen sowie ab 1988 auch für italienische Rechtsgeschichte übernahm und ein neues Institut für Politikwissenschaft gründete, das er von 1984 bis 1987 leitete. Von 1975 bis 1982 war er Abgeordneter der PCI im Regionalparlament der Toskana. Zudem leitete er von 1971 bis 1984 die Zeitschrift Democrazia e diritto („Demokratie und Recht“), in der er sich für eine Verwaltungsreform einsetzte. Aufgrund dieser Erfahrung war er 1982 bis 1985 auch Vorsitzender der parteiinternen Kommission für die Reform der öffentlichen Verwaltung.
1985 wurde Berlinguer zum Rektor der Universität Siena gewählt, ein Amt, das er bis 1994 beibehielt. Ab 1986 war er zudem Mitglied der Ministeriellen Kommission für Hochschulentwicklung, ab 1989 Generalsekretär der italienischen Hochschulrektorenkonferenz. In diesen Ämtern übte er Einfluss auf die Modernisierung und Europäisierung des italienischen Hochschulsystems und der Erweiterung der Hochschulautonomie aus. Zugleich setzte er seine wissenschaftliche Tätigkeit fort und publizierte mehrere Werke, die sich nun vor allem mit politikwissenschaftlichen und rechtspolitischen Fragen beschäftigten.

## Politische Laufbahn ab 1993
Nach 1989 wandte sich die PCI vom Kommunismus ab und formte sich in die Partito Democratico della Sinistra (PDS Demokratische Linkspartei) um, der Berlinguer in der Folgezeit angehörte. 1993 gab er die Leitung der Universität Siena auf, um italienischer Hochschul- und Forschungsminister im Kabinett von Carlo Azeglio Ciampi zu werden, trat allerdings nur wenige Tage nach Amtsantritt aus Protest gegen eine Parlamentsentscheidung im Zusammenhang mit der Affäre Mani pulite zurück. Bei den Wahlen 1994 gewann er als Spitzenkandidat der Liste der PDS in der Toskana einen Sitz in der Camera dei deputati, der er bis 2001 angehörte. Nachdem er zunächst bis 1996 Mitglied im Ausschuss für Verfassungsfragen war, war er von 2000 bis 2001 Vorsitzender des Ausschusses für Europapolitik.
Von 1996 bis 2000 war Berlinguer in den Regierungen unter Romano Prodi sowie unter Massimo D’Alema italienischer Bildungsminister. Dabei setzte er sich für umfangreiche Reformen der italienischen Bildungs- und Forschungslandschaft ein, um der zunehmenden internationalen Vernetzung und der Bedeutung der Bildung für die Wirtschaft gerecht zu werden. 1997 setzte er eine weitreichende Schulreform durch, die als Berlinguer-Reform bekannt wurde. Dabei wurden unter anderem verschiedene Schultypen zusammengefasst und eine Art Berufsschule als Alternative zur regulären Schulbildung eingeführt. Die Reform war allerdings umstritten, da sie nach Ansicht der Kritiker zu höheren Abbrecherquoten führte, da Schüler die reguläre Schule verließen, ohne tatsächlich ihre Ausbildung in der Berufsschule fortzusetzen; 2003 wurde das italienische Schulsystem daher erneut grundlegend reformiert. 1999 unterzeichnete Berlinguer zusammen mit dem deutschen, französischen und britischen Bildungsminister die Sorbonne-Erklärung, die den Bologna-Prozess zur Schaffung eines Europäischen Hochschulraums vorbereitete.
2001 wurde Berlinguer in den Senato della Repubblica gewählt, in dem er dem Bildungs- und dem Europaausschuss angehörte. Das Mandat im Senat legte er am 24. Juli 2002 nieder, nachdem ihn das Parlament in den Consiglio Superiore della Magistratura gewählt hatte, das Selbstverwaltungsorgan der italienischen Justiz, dem er bis 2006 angehörte. Dabei setzte er sich insbesondere für die Gründung des europäischen Netzwerks der juristischen Selbstverwaltungsorgane ein, dessen erster Präsident er von 2004 bis 2007 war. 
Die Linksdemokraten gingen 2007 in der Mitte-links-Sammelpartei Partito Democratico (PD) auf, an deren Gründung Berlinguer als Vorsitzender der Bürgschaftskommission mitwirkte. Bei der Europawahl in Italien 2009 wurde er als Spitzenkandidat der PD im Wahlkreis Nordostitalien in das Europäische Parlament gewählt. Dort war er bis 2012 stellvertretender Vorsitzender im Rechtsausschuss (anschließend einfaches Ausschussmitglied) sowie Delegierter für die Beziehungen zu Indien. Berlinguer unterzeichnete 2010 den Aufruf der Spinelli-Gruppe für ein föderales Europa. Er war u. a. Berichterstatter für den Vorschlag eines Gemeinsamen Europäischen Kaufrechts (2013) und die Halbzeitbilanz des Stockholmer Programms (2014).

## Auszeichnungen
Berlinguer wurde mit mehreren Ehrendoktorwürden ausgezeichnet, unter anderem von der Universität Toronto, der Universidad Nacional de La Plata, der Universität Paris V, der Universidad de Buenos Aires und der Università degli studi Roma Tre. Zudem erhielt er mehrere politische Ehrungen, unter anderem den Verdienstorden der Italienischen Republik (1992), das deutsche Bundesverdienstkreuz (1998) und den Orden der französischen Ehrenlegion (2005).